# Daiki Iwamasa
Daiki Iwamasa (jap. 岩政大樹 Iwamasa Daiki; ur. 30 stycznia 1982 w Suō-Ōshima) – japoński piłkarz występujący na pozycji obrońcy w klubie BEC Tero Sasana FC.

## Kariera
Daiki Iwamasa rozpoczął karierę w Iwakuni High School. Następnie w latach 2000–2003 występował w juniorskiej drużynie Tokyo Gakugei University. W 2003 r. przeszedł do czołowego klubu J1 League, Kashima Antlers. 10 października 2009 r. zadebiutował w reprezentacji Japonii. Został powołany do kadry na Mistrzostwa Świata 2010.